# Kenny Baker (acteur)
Pour les articles homonymes, voir Kenny Baker et Baker.
Kenneth George Baker dit Kenny Baker, né le 24 août 1934 à Birmingham et mort le 13 août 2016 à Manchester, est un acteur britannique. Il est connu pour avoir joué le rôle de R2-D2 dans les six premiers épisodes de la saga Star Wars. Caché à l'intérieur, il animait le robot. Il a également eu un rôle de consultant dans Star Wars, épisode VII : Le Réveil de la Force.

## Biographie
Kenny Baker est artiste de cirque et de cabaret avec Jack Purvis lorsque George Lucas l'embauche pour interpréter le rôle de R2-D2 dans Star Wars, épisode IV : Un nouvel espoir en 1977. Il manœuvre également le droïde dans les six autres épisodes de la saga, ce qui fait de lui le seul acteur avec Anthony Daniels à être présent dans sept films de la saga (Anthony Daniels est présent dans Star Wars, épisode VIII : Les Derniers Jedi).
Kenny Baker joue également un autre rôle dans Star Wars, épisode VI : Le Retour du Jedi en 1983 : Paploo, l'Ewok qui vole un speeder bike de l'Empire. Il était pressenti pour jouer Wicket mais tomba malade, et ce rôle fut attribué à Warwick Davis.
Le 29 avril 2014, Kenny Baker est officialisé au casting de Star Wars, épisode VII : Le Réveil de la Force. Kenny Baker n'apparaît cependant pas « physiquement » dans le film, et n'est crédité qu'en tant que « consultant pour R2-D2 ».
Parmi ses autres films, on note Elephant Man, Bandits, bandits (également avec Purvis), Amadeus et Labyrinthe de Jim Henson. À la télévision, il apparaît dans la série médicale britannique Casualty.
À la fin des années 1990, Kenny Baker se lance dans une courte carrière de stand up comedy.

### Vie privée
Kenny Baker mesure 1,12 m. Bien que lui et sa femme soient atteints de nanisme, leurs deux fils n'ont pas hérité de ce caractère physique.
Il a résidé à Preston, en Angleterre.
Kenny Baker est touché par de graves ennuis de santé qui ont causé son absence à la convention Générations Star Wars et Science Fiction en 2007 et qui ont remis sérieusement en question son apparition dans la nouvelle trilogie Star Wars. Il meurt le 13 août 2016 des suites de problèmes pulmonaires. Il est incinéré à Lytham Park Cemetery.

## Filmographie
- 1960 : Le Cirque des horreurs (Circus of Horrors) de Sidney Hayers : un nain (non crédité)
- 1977 : Star Wars, épisode IV : Un nouvel espoir (Star Wars: Episode IV A New Hope) de George Lucas : R2-D2
- 1977 : Wombling Free de Lionel Jeffries : Bungo
- 1978 : Au temps de la guerre des étoiles (The Star Wars Holiday Special) (téléfilm) de Steve Binder : R2-D2
- 1980 : Le Muppet Show (The Muppet Show) (série télévisée) - saison 4, épisode 17 : R2-D2
- 1980 : Star Wars, épisode V : L'Empire contre-attaque (Star Wars: Episode V The Empire Strikes Back) d'Irvin Kershner : R2-D2
- 1980 : Flash Gordon de Mike Hodges : un nain
- 1980 : Elephant Man de David Lynch : le nain avec des plumes
- 1981 : Bandits, bandits (Time Bandits) de Terry Gilliam : Blasphème (Fidgit en VO)
- 1982 : The Hunchback of Notre Dame (téléfilm) de Michael Tuchner : un pickpocket
- 1983 : Star Wars, épisode VI : Le Retour du Jedi (Star Wars: Episode VI Return of the Jedi) de Richard Marquand : R2-D2 / Paploo, l'Ewok qui vole un moto-jet
- 1984 : Amadeus de Miloš Forman : le commandeur parodique
- 1985 : Der Rosenkavalier (téléfilm) de Brian Large
- 1986 : Mona Lisa de Neil Jordan : Brighton Busker
- 1986 : Labyrinthe (Labyrinth) de Jim Henson : un gobelin
- 1987 : Star Tours (court métrage) : R2-D2
- 1987 : Sleeping Beauty de David Irving : Elf
- 1988 : Willow de Ron Howard : un membre du groupe de Nelwyn
- 1989 : Prince Caspian and the Voyage of the Dawn Treader (mini-série télévisée) - 3 épisodes : Dufflepud
- 1992 : Casualty (série télévisée) - saison 7, épisode 13 : Archie
- 1993 : U.F.O. de Tony Dow : Casanova
- 1999 : Le Roi et moi (The King and I) de Richard Rich : Captain Orton (voix)
- 1999 : Star Wars, épisode I : La Menace fantôme (Star Wars: Episode I The Phantom Menace) de George Lucas : R2-D2
- 1999 : Boobs in the Wood (vidéo) de Kevin Bishop : Bruce
- 2002 : 24 Hour Party People (Twenty Four Hour Party People) de Michael Winterbottom : le gardien de zoo
- 2002 : Star Wars, épisode II : L'Attaque des clones (Star Wars: Episode II Attack of the Clones)  de George Lucas : R2-D2
- 2005 : Star Wars, épisode III : La Revanche des Sith (Star Wars: Episode III Revenge of the Sith)  de George Lucas : R2-D2
- 2007 : Casualty (série télévisée) - saison 21, épisode 25 : Charles Isaac
- 2015 : Star Wars, épisode VII : Le Réveil de la Force (Star Wars: Episode VII The Force Awakens) de J. J. Abrams : consultant pour R2-D2